# Figyelemhiányos hiperaktivitás-zavar
A figyelemhiányos hiperaktivitás-zavar (attention deficit hyperactivity disorder, ADHD) neurológiai természetű veleszületett vagy fejlődési rendellenesség, melynek vezető tünete a figyelemzavar, kísérő tünetei a hiperaktivitás, feledékenység és a gyenge impulzuskontroll. Magyar megfelelője: szétszórtság nyüzsgéssel vagy nélküle.

## Meghatározás
Betegségnek, részképességzavarnak, néha fogyatékosságnak tekinthető az eset súlyosságától függően. Gyakran egyszerűen csak hiperaktivitásnak tekintik, holott létezik hiperaktivitás figyelemzavar és más tünetek nélkül is. Ez utóbbit a magyar szakirodalom inkább hipermotilitásnak hívja.
Bár a figyelemzavar tünetei időnként bármely egészséges embernél jelentkezhetnek, csak akkor beszélünk róla mint betegségről, ha ezek meghaladnak egy bizonyos mértéket, azaz a szokottnál tartósabbak, erősebbek, és egyszerre több mentális/értelmi gond is jelentkezik.
Az Amerikai Egyesült Államokban az 1990-es Fogyatékos Amerikaiak Törvénye (ADA, Americans with Disabilities Act) sok olyan felnőttnek nyújt védelmet, akik ADHD-ben szenvednek. Magyarországon jelenleg erről a 2013. évi LXII. a hatályos törvény (A fogyatékos személyek jogairól és esélyegyenlőségük biztosításáról szóló 1998. évi XXVI. törvény módosítása). A törvény megtiltja a munkahelyi negatív diszkriminációt (megbélyegzést), illetve a munkához, szociális segítségekhez, kedvezményekhez és segélyhez jutás akadályozását vagy megtagadását azoktól, akik fizikailag vagy mentálisan értelmi hátrányban vannak, és ez akadályozza őket az élet különböző fontos területein – beleértve a tanulást és munkát –, és igazolásuk van fogyatékosságukról.

## BNO-10szerint a kódok és jelentésük ami az ADHD-ra vonatkozik
F98.8
Egyéb, rendszerint gyerekkorban vagy serdülőkorban kezdődő meghatározott viselkedés és emocionális/érzelmi zavar
- Figyelemhiány (zavar) hiperaktivitás nélkül

F90.0
Az aktivitás/tett és a figyelem zavarai
- Figyelem deficit/hiány:
  - zavar hiperaktivitással/nyüzsgéssel
  - hiperaktivitás/túlmozgás zavar
  - szindróma hiperaktivitással/tünetcsoport nyüzsgéssel

Kivéve: hiperkinetikus zavar magatartászavarral (F90.1) itt a túlmozgás más!
F90.9
Nem meghatározott hiperkinetikus zavar
- ADHD k.m.n.

## A zavar okai

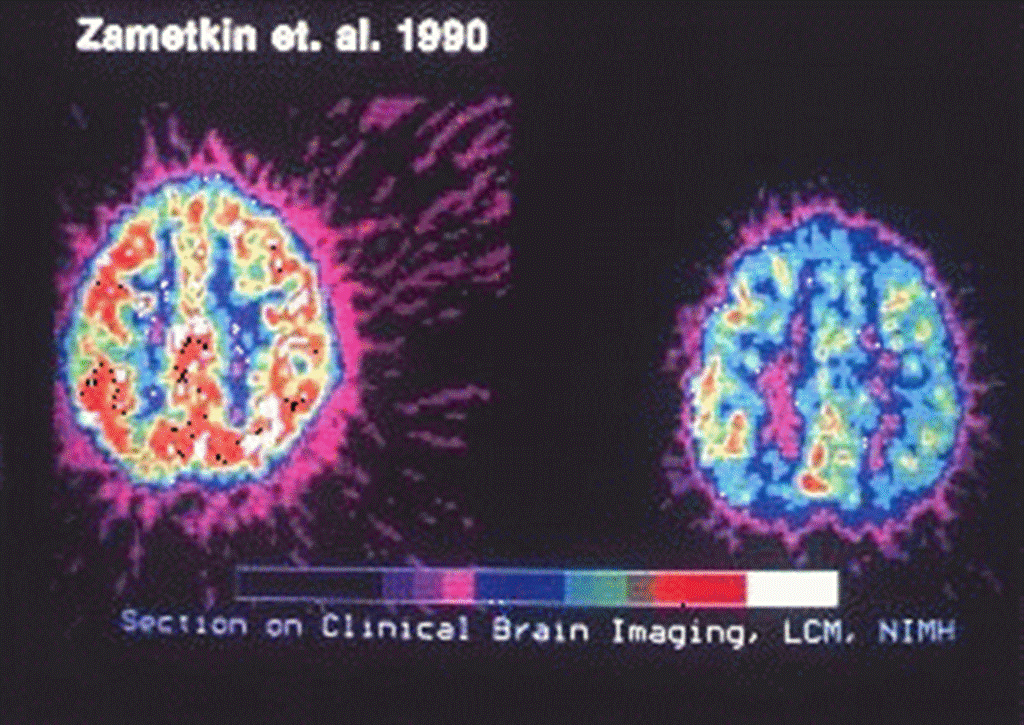
Bal oldalon: Egészséges személy agyi aktivitása. Jobb oldalon: ADHD-ben élő személy agyi aktivitása. (Zametkin és mtsai., 1990)

A Children and Adults with Attention-Deficit/Hyperactivity Disorder (nonprofit szervezet az USA-ban, amely azért jött létre, hogy támogatást nyújtson és oktatással segítsen azokon, akiknek ADHD-juk van http://www.chadd.org) oldalain írottak felhasználásával.
A betegség oka pontosan nem ismert. Kialakulásában szerepe van az öröklődésnek is. Ezeket a genetikai hatásokat azonban módosíthatják a környezeti hatások. Más, – nem-genetikai eredetű esetben a betegség okai lehetnek: – az anya terhesség alatti alkoholfogyasztása, – az anya aktív vagy passzív dohányzása, – magas ólomszint az anya szervezetében, – a koraszülöttség, a gyermek születéskori alacsony testtömege, – vagy agya prefrontális (homloki) részének sérülése a születéskor.
Az agy szerkezetének eltérései is állhatnak az ADHD tüneteinek hátterében. A fő agyi eltérések a bazális ganglionokban (főként a nucleus caudatus és a globus pallidus), a kérgestestben és prefrontális lebenyben találhatók. Fiúknál, – akiknek nincs ADHD-jük, – a jobb agyféltekében a nucleus caudatus és a globus pallidus térfogata 3%-kal nagyobb, mint a bal agyféltekében. Akiknek ADHD-jük van, azokban ez a méreteltérés hiányzik. Így náluk a jobb agyféltekében kisebbek ezek a magok, mint az egészséges fiúknál.
Tudjuk, hogy a prefrontális lebeny felelős az olyan magas szintű kognitív folyamatokért (végrehajtó működések), mint a tervezés, válaszgátlás, a viselkedés monitorozása/vizsgálat, távlat-váltás, és a rugalmas alkalmazkodás. ADHD esetén ezek a működések nem kielégítőek, de az eltérések főként válaszgátláskori lefagyások.
A bazális ganglionok fontos idegi bemenetei a prefrontális lebenynek. A két terület között bonyolult kapcsolatrendszer működik. A kérgestest (corpus callosum) közvetíti a két nagyagyfélteke közötti ismeretet. Bizonyos elképzelések szerint – mivel lányoknál a corpus callosumnak magasabb a működése a féltekék közötti erősebb kapcsolatban, – kisebb az esélye az ADHD kialakulásának. Mindenesetre azt sem zárhatjuk ki, sőt valószínűnek tűnik, hogy hormonális hatások is felelhetnek az ADHD nagyobb előfordulásáért a fiúk körében.

## Modelljei
Az ADHD öt neuropszichológiai modellje:
Késleltetési averziós/undor modell – Az ADHD-s gyerekek nem tudnak várni. Ha választani lehet, hogy egy kis jutalmat azonnal megkaphatnak, vagy egy nagyobbat később, akkor inkább a kicsit választják. Tapasztalt szülők nem mondják el nyüzsgő gyereküknek, ha mennek valahova, mert akkor minden percben megkérdezi:
„Mikor megyünk már?” A jutalmazásért a dopaminpályák felelősek, a gátlásért pedig a prefrontális kéreg.
Viselkedés gátló/aktiváló modell – feltételezi, hogy alulműködő BIS (elkerülő) és túlműködő BAS (aktiváló) rendszere van a hiperaktív gyerekeknek (Gray/szürke). Az elkerülő rendszer alulműködését jelzi, hogy a hiperaktív gyerekeknek arousalja (agyi aktivációs szintje), bőrellenállása nem emelkedik veszély esetén. Az aktiváló rendszer arra ösztönöz, hogy feladathelyzeteket oldjon meg.
Gátlómodell – az ADHD-t a gátlórendszer hibájának látja. A gyenge viselkedési gátlás felelős a végrehajtó működések egyéb zavaráért. A modell szerint az energetizáló faktorokat, az arousalt is felügyeli a gátlórendszer top-down folyamata.
Végrehajtó funkció modell – öt területet ölel fel: gátlás, késleltetés, tervezés, fluencia és munkamemória. További top-down folyamatok is ide tartozik az érzelem- és arousalszabályozás, valamint a figyelem kontrollja. Ezek a top-down folyamatok a célvezérelt viselkedésszervezést szolgálják.
Kognitív energia modell – szerint megismerő mechanizmusok/gépek, energetikai rendszer és a végrehajtó viselkedés ellenőrrendszere is felelős az ADHD-ért. A modell top-down és bottom-up folyamatokat is feltételez. A késleltetés undor/averziós és a viselkedés gátló|aktiváló modelleket is magába foglalja, mint a frontális/homlok kéreg végrehajtó funkcióinak zavara.
Önmagában egyik modell sem írja le tökéletesen az ADHD-t. A kognitív/megismerő energiamodell jellemzi átfogóan a hiperaktivitást/ nyüzsgést. Fontos a jutalomközpont ingerlése, a csökkent késleltetés és gátlás. A magas szintű működéseknél megtaláljuk a munkamemória-deficitet. A munkamemória téri és verbális/igés összetevője is érintett lehet. A munkamemória nemcsak tárol, hanem manipulál/kezel is. Ezt mérjük a fordított számterjedelemmel. A munkamemória összehasonlítja a stimulust/serkentést a hosszú távú memóriával. Monitorozó működése egy magas szintű, távlati végrehajtó folyamat. (Sergeant et al., 2003) A stop signal téri-látó vázlattömb feladatban a nyüzsgő felnőttek több hibát követnek el. (Luke et al., 2007)
Ugyanakkor a fenti elmélet kritikusai szerint kezdetben nincs semmi közös eltérés a hiperaktív gyerekek agyában; azok csak a gyógyszerek hatására jönnek létre.
Az sajnos igaz, hogy egyelőre nincs egyértelmű és megerősítő fizikai vagy kémiai rendellenességekre bizonyíték, amelyek az ADHD-t okozzák – amint azt sem tudjuk, miért lesz valaki pszichopata, szkizofrén vagy mániás depressziós stb. Nem tudjuk, hogyan működik az agy, ezért válaszolni se tudunk arra, mi működik rosszul, amikor olyan rendellenességet észlelünk, amelynek oka az agyban keresendő.

## Gyermekkori tünetei
(Paul H. Wender The hyperactive child, adolescent and adult c. 1987-ben megjelent 3. kibővített kiadásának (Oxford University, USA) A hiperaktív gyermek, serdülő és felnőtt figyelemzavar egy egész életen át c., 1993-ban kiadott magyar fordításának 2. kiadása (Medicina Könyvkiadó Rt., Budapest, 1997) és a Trouble in Mind magyarul Pszichiátriai kórképek címmel sugárzott ismeretterjesztő film ADHD c. részének felhasználásával

### Figyelemzavarok és szétszórtság
A legjelentősebb, szinte mindig előforduló tünete. A figyelem csak rövid ideig köthető le, és könnyen elterelhető. Elfelejti feladatait, vagy nem fejezi be, esetleg emlékszik rá, de nem hajlandó megcsinálni. Félbehagy tevékenységeket, nem tart rendet dolgai között. Nem hallgatja végig szüleit.
A gyerekek persze általában sem tudnak annyira figyelni, mint a felnőttek és hamarabb elunják magukat. A figyelemzavarban szenvedő gyermek képessége a figyelésre nem olyan, mint kortársaié, hanem annál gyengébb, egy nála fiatalabb gyermek szintjén áll.
Figyelemzavaruk ellenére ezek a gyerekek képesek lehetnek figyelni egy ideig akkor, ha kizárólag velük foglalkozik egy felnőtt. Emiatt megeshet, hogy a tanító felfigyel ugyan a gondra, javasolja is az orvosi vizsgálatot, – aki ha 20 percet szán csak rá, de azt kellő ráfigyeléssel – mégsem fogja gyengének találni a gyermek figyelmét. Egyes betegek pedig olyan feladatot, amit ők választanak, sokáig képesek csinálni megszakítás nélkül (lásd: munkamánia).

### Hiperaktivitás/nyüzsgés
Szintén nagyon gyakori tünet. Már a kora gyermekkorban szembetűnik és rögtön látni, hogy az ilyen gyerek más mint a többi. Mintha állandóan „fel lenne húzva”, és nem fogy ki a tűzből. Rengeteget szaladgál, mindenhová felmászik, és veszélyérzet nélkül veszélynek teszi ki magát, így gyakran megsérül. Iskolában óra közben is mászkál. Később megtanulhat ugyan a helyén maradni, de akkor fészkelődik, rázza a lábát vagy a kezével dobol.
Fontos: – bár a tünetegyüttest a köznyelvben rendszerint hiperaktivitásnak nevezik, nem minden hiperaktív gyerek figyelemzavaros, és nem minden figyelemzavaros gyerek hiperaktív!

### Impulzivitás/löketes
Szintén gyakori tünet. Ebben az esetben is mintha saját életkoruknál éretlenebbek lennének. Nem tudnak kivárni. Valamit rögtön akarnak megszerezni vagy megtenni. Nem látják előre cselekedetük nyilvánvaló vagy nagyon lehetséges következményét. „Ide nekem az oroszlánt, de most!”
Megsérülnek, elfogadhatatlan dolgot tesznek, ellopják azt, ami kell nekik. Bántalmazzák társaikat, ha nem úgy játszanak, ahogy ők akarják.

### Figyelmet követelő magatartás
Ez egy szinte kielégíthetetlen igény a másik ember figyelmére. Történhet ingerlés, zaklatás, bohóckodás, helytelen vagy veszélyes cselekedet által (szövegláda, sikolyok, tombolás). Hisztérikus rohamokkal is járhat, önbántalmazás és nem utolsósorban drámai kirohanásokkal is.

### Iskolai nehézségek
Fontos tudni, hogy a figyelemzavar nem befolyásolja a tesztekkel (például MAWI) mért intelligenciát. Ebből következik egyesek szerint, hogy ezek a gyerekek is lehetnek okosak, átlagosak és gyengébb képességűek. Mivel az ADHD-betegségnek az egyéb rendellenességek iránti vonzása erős, főként diszkalkuliával, diszlexiával kapcsolódik össze, – az alapbetegség (ADHD) által okozott nehézségeken felül más komoly (például tanulási) problémákkal is szembe kell nézni. Az ADHD ezen kívül növelheti a későbbi droghasználat és bűnözés kialakulásának lehetőségét is.

### Koordinációs nehézségek
Nagyjából az esetek felében jelentkezik. Lehet finom motoros működési probléma, például a cipőfűző megkötése nehezen megy, vagy az írás olvashatatlan. Ha viszont a szem és a kéz koordinációja is gyenge, ez például a labdajátékokban nyújtott alacsony teljesítményben látszik. Akinél viszont nincs ilyen tünet, lehet nagyon jó is ezekben a játékokban.

### Ellenálló és zsarnokoskodó szociális magatartás
Gyakori tünet. Jellegzetességei:
– Ellenállás az elvárásoknak. Nem teszi meg, amit kérnek vagy elvárnak tőle, vagy amit tiltanak, épp azt teszi. Lehet azért, mert tudatosan ellenszegül, vagy azért, mert elfelejti, mit kell tennie. 
– Nem tanul a hibáiból és a büntetésből.
– Túlzott függetlenségérzet, amikor például apró kisgyermekként messzire elkóborol. Néha pedig éppen ellenkezőleg erős függőség figyelhető meg, – nem lehet otthagyni az óvodában, szinte tapad az egyes személyekre.
– Jellegzetes viszonyulás másokhoz. Az idősebb társait bosszantja, a fiatalabbakat pedig irányítja. Ezt társai többnyire nem tűrik el, ezért elszigetelődik.
Ezek a viselkedések nagyban függenek az otthoni környezettől. A bántalmazott (fizikai abúzus|verés) hiperaktív gyerekek személyiségszerveződése az antiszociális irányba tart.

### Emocionális nehézségek
Gyors hangulatváltozások. Szélsőséges, túl erős reakciók vagy éppen azok hiánya, – érzéketlenség. Túlzásba vitt érzelmek (sírás, hiszti, szeretet), depressziós problémák kibontakozása, vagy idővel a betegnek egyre inkább magába zárkózása.

### Éretlenség
Ebben az értelemben az, hogy magatartásuk és viselkedésük elmarad attól, amit életkoruk szerint elvárnánk tőlük.
Az ADHD előfordulása háromszor gyakoribb fiúknál, mint lányoknál. Ez többnyire azért van, mert a lányoknál nehezebb diagnosztizálni, nem olyan észrevehetőek a tünetek.

## Felnőttkori tünetek
Magyarországon sajnos ritkán ismerik fel az ADHD-t gyermekkorban, de a felnőttkori diagnosztizálása sem gyakori, mivel a pszichiáterek nem kaptak megfelelő oktatást a felnőttkori ADHD-ról. A következő rész amerikai forrásokon alapul, – a Children and Adults with Attention-Deficit/Hyperactivity Disorder (nonprofit szervezet az USA-ban, amely azért jött létre, hogy támogatást nyújtson, és oktatással segítsen azokon, akiknek ADHD-juk van http://www.chadd.org) és a National Institute of Mental Health (az USA szövetségi kormányzatának része, a világ legnagyobb mentális betegségek kutatására szakosodott intézete http://www.nimh.nih.gov/) oldalain írtak felhasználásával.
A gyermekeknek körülbelül 3-5%-a szenved ADHD-ben. Sokáig úgy vélték, hogy legkésőbb a felnőttkora minden esetben kinövik. Csak néhány évtizede jöttek rá, hogy az ADHD gyakran – (a CAADD szerint 67%-ban, a NIMH 30-70%-ban) felnőttkorban is megmarad, és súlyos, az élet számos területére kiterjedő nehézségeket okoz. Tipikus, hogy a betegek nem tudják, hogy betegek, – gyakran csak azt érzik, hogy képtelenek bármit is megszervezni, jó kapcsolatokat vagy munkát találni, vagy éppen egy határidőt betartani. A mindennapi feladatok – felkelés, felöltözés, előkészülés a napi munkára, időben beérés a munkahelyre és eredményesen dolgozni – a legfőbb erőpróbák az ADHD-s felnőttek számára. A betegek számos kudarc emlékét hordozzák magukban: munkahelyi konfliktusok, sikertelen emberi kapcsolatok, félbemaradt tanulmányok, esetleg gyakori balesetek (közlekedési is). Könnyebben veszítik el az állásukat. Kétszer gyakoribb férfiakban, mint nőkben. A tünetek lényegében ugyanazok, mint a gyermekkorinál leírtak. Fontos ismérv, hogy ezek a tünetek már gyermekkortól jelentkeznek.
Az általánosan elfogadott ismertetőjelek a legújabb Mentális rendellenességek kórmeghatározó és statisztikai kézikönyve (Diagnostic and Statistical Manual of Mental Disorders – DSM-IV) szerint a következők:
1. a részletek feletti elsiklás, és gondatlanságból elkövetett hibák a munkahelyen
2. a kéz és a láb izeg-mozog, vagy folytonos mocorgás ülés közben
3. feladatvégzéskor vagy játékos elfoglaltságok esetén a figyelem fenntartása nehéz
4. az ülőhely elhagyása vagy arra kényszer olyan helyzetekben, amikor muszáj ülni
5. az illető nem figyel, mikor közvetlenül hozzá beszélnek
6. nyugtalannak vagy álmatlannak érzi magát
7. az utasításokat nem követi, és nem tudja befejezni a munkát
8. nem képes nyugodtan szabadidős tevékenységeket folytatni
9. nem képes programokat és cselekvéseket megszervezni
10. úgy érzi, „menni kell” vagy hogy „egy motor vezérli”
11. kerüli, nem szereti, vagy vonakodik az olyan munkától, mely lankadatlan mentális erőkifejtést igényel
12. mértéktelen beszéd
13. olyan dolgok elvesztése, amelyek feladatai, tevékenységei elvégzéséhez szükségesek
14. válaszok kimondása, amikor még a kérdést sem mondták ki teljesen
15. könnyen kerül zaklatott állapotba
16. nehezen tudja kivárni, hogy rákerüljön a sor (türelmetlen)
17. napi feladatokban feledékeny
18. félbeszakít vagy zaklat másokat

Ezekhez gyakran más gondok is társulnak. Ezek a következők lehetnek:
1. gondok az önkontrollal/ÖNFEGYELEM és a viselkedés szabályozásában
2. gyenge memória/emlékezet
3. kevés a feladatok elvégzésére fordított energia (türelem-hiány)
4. nehézségek adódnak az érzelmek, motivációk szabályozásával (robbanékony/impulzív)
5. a feladat vagy munka végrehajtása során a normálisnál nagyobb fokú változékonyság(Olyan részek,amik érdekesek, figyelemkeltők)
6. krónikus pontatlanság és gyenge időérzékelés, időgazdálkodás(gyakori késés, határidő túllépés)
7. a feladatmegoldás könnyen unatkozásba csap át (Nincs áttekintés, felismerés a feladat kapcsán!)
8. alacsony önbecsülés: Gyakran kap letolást (Bezzeg Ő  megcsinálta! Miért vagy ilyen ügyetlen?)
9. szorongás (Kevés bíztatást , dicséretet kap!)
10. depresszió (Többnyire nincs barát, a szülő elfoglalt. a tanár nem észleli.)
11. hangulatváltozások (Lelkesedhet, ami után kétség jöhet.)
12. alkalmazkodási és munkahelyi elhelyezkedési nehézségek (Kerülik a "nehéz embert".)
13. gondok az emberi kapcsolatokban (Nehezen talál társat, barátot.)
14. kábítószer és más káros függőség kialakulása. (A föntiek megágyazhatnak ivócimbora, drogos bevállalásának.)
15. túlzott kockázatvállalás. (A kilátástalanság vakmerővé tesz: "Rosszabb nem lesz!")

A tünetek szintje terjedhet a mérsékelttől a súlyosig is.
Régebben, amikor még nem volt megfelelő szakember, azokat akik orvoshoz kerültek a legkülönbözőbb más gonddal kezelték: depresszió, szorongás, kábítószerezés és magatartászavarok.  Az is előfordult, hogy a szülő csak akkor értette meg a saját betegségét, amikor gyermekénél is diagnosztizálták/ fölismerték azt. A pontos diagnózis felállításához a beteg el kell hogy mesélje a tüneteinek alakulását az élete folyamán, meg az iskolai és munkahelyi pályafutását is. Az orvosnak azonban beszélnie kell még azokkal is, akik közelebbről ismerik a beteget, – ismerik viselkedését, életének különböző szakaszait gyermekkorától kezdve, – a szülők, testvérek, barátok, élettárs, munkatársak. A testi kivizsgálás és a pszichológiai tesztek egyaránt szükségesek.
Legtöbbször már maga a helyes diagnózis felállítása is megkönnyebbülést szerez a betegnek, mivel rádöbbenhet élete addigi ütközéseinek, kudarcainak okára.
Összehasonlításképp a szkizofrénia aránya az egész lakosságra vonatkoztatva 1%-ot tesz ki átlagban a világon mindenhol. Az adatokból kiindulva – és az egész lakosságra vonatkoztatva, – az ADHD-arány minimuma nagyobb, mint a szkizofréniáé, maximuma pedig több mint 3,5-szer meghaladja azt.

## Mítoszok és valóság
A figyelemzavaros hiperaktivitásról számos hiedelem kering, ezért fontos megjegyezni a következőket:
- A figyelemzavar tünetei nem kizárólagosak, időnként mindenkinél megfigyelhetők. A figyelemzavarban szenvedőknél ezek intenzívebbek /látványosabbak, tartósak és egyszerre több is előfordul.
- Nem okoznak ADHD-t az édességek, cukrok, élelmiszeradalékok (mint pl. emulgeálószerek, színezékek, tartósítószerek, ízfokozók, mesterséges aromák stb.), tévézés, társadalmi és családi környezet, szegénység.
- Nem minden ADHD-s gyermek hiperaktív! Vannak gyerekek, akiknél a legtöbb tünet jelen van, de nem mutatnak hiperaktivitást. Még az is lehet, hogy a normálisnál kevésbé mozognak. Visszahúzódnak, szégyenlősek, és csendben vannak. Az ilyen gyerek nem tűnik fel az embereknek, mert egyszerűen nem figyelnek rá, senkit se zavarnak. Valószínűleg éppen azért nem olyan gyakori az ilyen elsődlegesen figyelmetlen típusú gyermek, mert nem keresik. Van úgy, hogy lassabb, ügyetlenebb, kihagyják a játékból, közösségből.
- Gyakori mítosz az ADHD-vel kapcsolatban, hogy valójában nem is létezik: „Az ADHD-snak nyilvánított gyerekek csupán elevenek és/vagy figyelmetlenek, ezért ez a diagnosztikus kategória csak egy kitaláció.” Való igaz, hogy az USA-ban megfigyelhető volt egy tendencia, melynek során egyes szakértők szerint (pl. dr. Máté Gábor) indokolatlan esetben is diagnosztizáltak ADHD-t, és írtak elő gyógyszeres kezelést. Ez azonban nem jelenti azt, hogy az ADHD „nem létezik”. Ezt az tudja alátámasztani a legjobban, aki személyesen érintett, netán a gyermeke hiperaktív.

## A hiperaktivitás története
Lásd: (Paul H. Wender The hyperactive child, adolescent and adult c. 1987-ben megjelent 3. kibővített kiadásának (Oxford University, USA) A hiperaktív gyermek, serdülő és felnőtt figyelemzavar egy egész életen át c., 1993-ban kiadott magyar fordításának 2. kiadása (Medicina Könyvkiadó Rt., Budapest, 1997) és a Trouble in Mind magyarul Pszichiátriai kórképek címmel sugárzott ismeretterjesztő film ADHD c. részének felhasználásával.
A hiperaktivitás fogalma, mint annyi minden más, az Egyesült Államokban született meg és indult útjára; ma már a világ számos országában, köztük Magyarországon is diagnosztizálnak ezzel gyerekeket.
*George Still 1902-ben fedezte fel a zavart. Szinte mindegyik érintett gyereknél korábbi idegrendszeri betegségre vagy zavarra utaló jeleket látott.
*1917–18-ban agyhártyagyulladás-járvány söpört végig az Amerikai Egyesült Államokon. A betegségből felgyógyult gyerekeknél gyakran viselkedési és tanulási zavarokat tapasztaltak.
*Alfred A. Strauss és Laura E. Lehtinen szerint a figyelemzavar oka a sérült, beteg agyban keresendő. Mások kiterjesztették a definíciót/ meghatározást azáltal, hogy a figyelemzavar betegség vagy sérülés nélkül is felléphet. – A kritikusok szerint ezt a feltételezést semmi sem bizonyítja. A diagnózist támogatók szerint a figyelemzavar öröklötten is fellép, sőt az esetek többségére ez a jellemző. Márpedig vannak bizonyítékok: sok vizsgálat igazolta az ADHD jelenlétét, bár nem minden esetben. Már az is elég bizonyíték, hogy a stimulánsok nyugtatólag hatnak a valódi figyelemzavarosokra.
*1937 és 1941 között publikációk jelentek meg a figyelemzavaros gyerekek eredményes kezeléséről. Ehhez amfetamint használtak.
Az 1970-es években a figyelemzavar volt a legnépszerűbb gyermekpszichiátriai téma. Ekkoriban terjedt el az így diagnosztizáltak stimulánsokkal történő kezelése. – A kritikusok szerint túl sok gyógyszert használnak a kezelésre. A diagnózist támogatók sem tartják a gyógyszerezést végleges megoldásnak, hanem inkább a pedagógiai-pszichológiai/ tanító-lelki módszerekben hisznek, amelyek megtanítják a gyereket arra, hogy önmagán uralkodjon.(Fegyelmezze magát, elvárásnak megfelelően!)
*1987-ben az Amerikai Pszichiátriai Társaság döntött a figyelemhiányos hiperaktív zavar (Attention Deficit Hyperactivity Disorder, ADHD) betegségek közé történő besorolásáról. Egy éven belül csak az Egyesült Államokban 500.000 gyereket diagnosztizáltak figyelemhiányos hiperaktív zavarral (lásd elöl).
*Míg 1989-ben a szövetségi támogatású programokban szereplő összes alkalmatlan gyerek csupán 5%-a volt mentálisan károsult, beleértve az ADHD-t is, 1995-re ez az érték majdnem 25%-ra emelkedett. 
*Az ezzel a betegséggel diagnosztizált gyerekek száma 1991-től kezdve ismét fellendült. 1997 végére az ADHD-vel besorolt amerikai gyerekek száma aggasztó módon 4,4 millióra emelkedett (lásd elöl).
*1990-ben egy szövetségi támogatású program keretében új lehetőség nyílt meg azon családok számára, ahol a gyereket ADHD-val sorolták be: egy család több mint 450 dolláros havi támogatást kaphatott minden ADHD-s gyerek után (lásd elöl).
*1991-ben változtak az állami oktatási segélyekre vonatkozó szabályok, amelyek így évi 400 dollár támogatást biztosítottak az iskoláknak minden egyes ADHD-val diagnosztizált gyerek után (lásd elöl). Ugyanabban az évben a Közoktatásügyi Minisztérium hivatalosan fogyatékosságnak minősítette az ADHD-t, és meghagyta az állami oktatási köztisztviselőknek, hogy dolgozzanak ki olyan eljárásokat, amelyek segítségével kiszűrhetőek és azonosíthatóak az ADHD-s gyerekek, majd biztosítsák számukra a különleges oktatási és pszichológiai szolgáltatásokat (lásd elöl).

## Kritikák
*A Szcientológia Egyház szerint ma sem létezik olyan tudományos vizsgálati eredmény, amely egyértelműen bizonyítaná, hogy a hiperaktivitás betegség lenne, s amely indokolná, hogy a gyerekeket olyan erős tudatbefolyásoló pszichiátriai szerekkel kellene kezelni, amelyekkel jelenleg is kezelik őket.
*Lawrence Diller, az orvostudományok doktora, a San Franciscó-i Kaliforniai Egyetemről, aki tudományos kitüntetésben részesült a DEA 1996-ban megrendezett konferenciáján, melynek címe a Stimulánsok (serkentők) használata az ADHD kezelésében, a következőket írta: „Azért nem tudott az ADHD-val kapcsolatban fizikai vagy kémiai rendellenességekre utaló egyértelmű és megerősítő bizonyítékokat tartalmazó cikkeket és tanulmányokat beszerezni, mert ilyenek nem léteznek.”
*Ifj. Fred A. Baughman okleveles neurológus (ideggyógyász) és gyermekneurológus szerint ez a betegség nem biztosan meghatározható.
*A Ritalint annak ellenére gyógyszerként írják fel a hiperaktivitás diagnosztizálása után, hogy mellékhatásai között található az izgatottság fokozódása is, amit pont el kellene nyomnia.
*Nincs egyértelműen meghatározva, hogy mikortól tekinthető valaki figyelemhiányosnak. Ugyanazzal a rendszerrel az Amerikai Egyesült Államokban 3-5-7%-ra (sőt egyes becslések szerint akár 20%-a), Nagy-Britanniában 1%-ra teszik az előfordulás arányát. A kritikusok szerint túldiagnosztizálják a zavart, és túlgyógyszerezik az alanyokat. Mindezt azért, hogy a gyógyszeriparnak jól jövedelmező üzletet csináljanak.

## A kritikákról
*Hogy mit tekintünk betegségnek, az koronként és kultúránként változhat. A diszlexia nem okoz problémát, nem mutatkozik meg, így értelmezhetetlen olyan népcsoportnak, amelyik nem ismeri az írást, és amely annyira elszigetelt, hogy nyelvet sem kell tanulni. Mi több, a diszlexia egy ilyen környezetben előny is lehet, a képi gondolkodás, a kreativitás megnövekedése és más előnyei miatt. Ahol a szkizofrénre úgy néznek, mint aki a szellemvilággal van kapcsolatban, ott ő nem beteg, hanem a törzs kiemelkedő tagja, akit tisztelnek, és gondoskodnak róla, akinek hallgatnak a tanácsaira. Társadalmunkban is van egy közmegegyezés arról, mit tartunk betegségnek. Vannak a közmegegyezéstől többé-kevésbé eltérő nézetek, de ha valakinek olyan sajátossága van, ami a többségétől eltér, és megnehezíti vagy megakadályozza működését az élet különböző területein, az segítségre szorul. Semmiképp sem tisztességes lebeszélni vagy meggátolni abban, hogy jobb minőségű életet élhessen.
*Feltehetjük a kérdést: ugyan mi számít erős tudatbefolyásoló pszichiátriai szernek? Egyik, tán nem elhanyagolható magyarázata annak, hogy általában nem egy dózist kap mindenki bármilyen gyógyszerből, és hogy nem egyformán hatnak a gyógyszerek az egyes emberekre. Egy dózis lehet valakinek túl sok, míg másnak kevés. Nem is szólva arról, mi van, ha olyasvalaki kap gyógyszert, akinek nincs miért szednie. Amikor például ép tudatú ember kap antipszichotikumot, attól nem lesz még épebb, hanem inkább lehangolt, míg egy betegnek talán elégtelen a hatása. A valóban figyelemzavarosok a nyugtatóktól felpörögnek, a stimulánsoktól lenyugszanak. A stimulánsok nem „fejbe vágják” őket, nem lesznek tőle kábák, hanem képessé válnak arra, hogy zavartalanul tanuljanak vagy dolgozzanak.
*Arról, hogy nem határozható meg egyértelműen. Tudjuk vizsgálni és mérni az emberek pszichés, mentális és kognitív tulajdonságait. Tudjuk mérni, ki mennyire tud figyelni. A fő és járulékos tünetek meghatározottak. Lehetséges olyan vélemény, hogy ez nem betegség. De ha megismerjük, hogyan hat ki az életre (tanulmányok, társas kapcsolatok, munka), akkor kétségkívül muszáj kezelni, gyógyszerrel és mellette gyakran más terápiákkal.
*A mellékhatásokra vonatkozóan: az Országos Gyógyszerészeti Intézet honlapján, az alkalmazási előiratok között (http://www.informed.hu/?tPath=/ogyi/gyogyszer) vagy a HáziPatika.com-on az antidepresszánsok (https://www.hazipatika.com/drugs/list?cid=4286;HPID=B8300EE9-B9AB3B57-7CEBD290-BE59407F%5B%5D) betegtájékoztatói között böngészve kitűnik, hogy egy gyógyszernek lehet olyan mellékhatása, amelynek mint tünetnek épp az enyhítése lenne a cél – ez teljesen normális. Alapjában véve a gyógyszereknél ritkák a mellékhatások. Aligha feltételezhető, hogy egy szert gyógyszernek minősítsenek, ha jellemzően fokozza a tüneteket.

## Kezelése
*A különféle kezelések sokat javíthatnak az ADHD-n, javíthatják az önfegyelmet, és erősíthetik a figyelmet, de az agysérüléseket nem tudják meggyógyítani, és nem változtatják meg az információfeldolgozás módját. Az ADHD nem múlik el, de ha jól kezelik, akkor csak ritkán okoz nagyobb gondot.
*Vannak, akik a figyelemzavar okaként különféle egészségi gondokat jelölnek meg. Ők úgy gondolják, hogy ezek megoldásával sokat lehet javítani a gyerek állapotán. Ezt az elgondolást tapasztalati eredményekkel támasztják alá.
*Küzdősport ajánlott. Segíti az agresszió társadalmi kiélését, javítja a figyelmet, növeli az önbecsülést.  A küzdősport keleti módjai (kungfu; karate; Taekvando; Thai-box; brazil "tánc") légzés tornával. összpontosítással/meditációval segítik a pontos ütés-rúgás begyakorlását, így a szétszórtságot javítják.(Sok harcművész film láttatja!)

### Gyermekkorban
*(Paul H.Wender The hyperactive child, adolescent and adult c. 1987-ben megjelent 3. kibővített kiadásának (Oxford University, USA) A hiperaktív gyermek, serdülő és felnőtt figyelemzavar egy egész életen át c. 1993-ban kiadott magyar fordításának 2. kiadása (Medicina Könyvkiadó Rt., Budapest, 1997) és a Trouble in Mind magyarul Pszichiátriai kórképek címmel sugárzott ismeretterjesztő film ADHD c. részének felhasználásával
*Gyerekeknél néha elég gyógyszert adni, máskor pszichológiai és nevelési segítség is kell. De gyógyszerre szinte mindig szükség van. A kombinált kezelés (gyógyszer és viselkedésterápia) esetében többnyire kisebb dózisra van szükség. Ha gyermekként szükség volt gyógyszerre 80% az esélye, hogy tinédzserként is szükség lesz rá.
A gyógyszeres kezelésben leginkább stimulánsokat alkalmaznak, ezek közül a legismertebb és leggyakrabban használt egy methylphenidate tartalmú készítmény, amely nyugtató hatású, javítja az iskolai teljesítményt, és csökkenti az agresszív viselkedést, de egyúttal az étvágyat is. Fontos azonban megjegyezni, hogy a gyógyszer hosszú távú hatásai miatt mindig szükséges szakemberrel, például gyermekpszichiáterrel konzultálni a használata előtt.
*A gyógyszerek csak kezelik, és nem gyógyítják a zavart. Ezért már nem lehet megelégedni a kizárólagos gyógyszeres kezeléssel. Sőt, sok esetben csak akkor adnak gyógyszert, ha a tünetek olyan súlyosak, hogy a terápia másként nem kezdhető el. Ha valóban fennállnak az agyi eltérések, akkor a gyógyszerek segítenek, különben nem. Mindezek mellett gyakori a túldiagnosztizálás, és a túlgyógyszerezés.
*Léteznek mozgásterápián alapuló módszerek is. Ilyen például a BEMER-, Delacato- vagy a magyar vonatkozású Kulcsár Mihályné-féle komplex mozgásterápia. Mozgásterápiás eszközként előszeretettel használnak csepphintát. A három dimenziós mozgás segít az agy stimulálásában, a ringatózás pedig nyugtat.
*Kutatások folynak a koncentrációképesség mágneses térrel történő fokozására.

#### Gyógyszerek
Serkentők vagy stimulánsok. A legfontosabb gyógyszerek.
| Kereskedelmi elnevezésük         | Hatóanyag       |
| -------------------------------- | --------------- |
| Adderall, Adderall XR            | Amfetamin       |
| Dexedrine, Dextrostat            | Dextroamfetamin |
| Ritalin, Ritalin SR , Ritalin LA | Methylphenidate |
| Metadate ER, Metadate CD         | Methylphenidate |
| Concerta                         | Methylphenidate |

(A felsorolt stimulánsok közül Magyarországon csak a Ritalin, Ritalin LA illetve az Adderall kapható.)
Javulás leginkább ezektől várható. Hatásuk kb. egy óra alatt jelentkezik, elvétve néhány hét szükséges. Hatásukra javul a figyelem, a viselkedés érettebb lesz. Csökkennek az érzelmi hullámok. Hatásuk nem tartós. Ha nem veszik be megfelelő időben a gyógyszert, akkor a tünetek visszatérnek. A Ritalin esetén általában reggel és délben.
A stimulánsok használatának biztonsága és kockázatai nem különböznek számottevően más, mindennapokban használt gyógyszerekéitől.
*Újabb gyógyszer a Strattera (más gyártónál Attentin) hatóanyaga az atomoxetin. Nem stimuláns, és azoknál kevésbé hatékony. Eredetileg antidepresszánsnak szánták kevés sikerrel, aztán kipróbálták az ADHD kezelésében, mert a noradrenalin visszavételét gátolja a szinapszisban, aminek valószínűleg szerepe van a rendellenességben.
*A triciklikus antidepresszánsok első generációs antidepresszánsok.
Újabb antidepresszáns a Bupropion a kereskedelemben Wellbutrin, Wellbutrin SR, Wellbutrin XL (máshol Zyban, Budeprion, Buproban) néven.
*Magyarországon a Ritalin LA és Strattera csak az ADHD kezelésére, a Ritalin az ADHD és felnőttkorban a narkolepszia kezelésére írható fel.
*ADHD-s gyerekeknél és fiataloknál, ha kipróbálják a dohányzást, nagyobb a valószínűsége a nikotinfüggőség kialakulásának. Kipróbálták a Bupropiont (a kereskedelemben Wellbutrin) a megelőzésben és leszokásban. Kevés adat áll rendelkezésre, de ami van, abból az látszik valószínűnek, hogy minden korcsoportban (és felnőtteknél is) a stimulánsok jobban segítenek megelőzni a rászokást a dohányzásra, valamint segítenek a leszokásban, mint a Bupropion.

#### Pedagógiai-pszichológiai kezelés
*Ha egy gyereknél diagnosztizálták a figyelemzavart, akkor a gyógyszerek csak ideiglenes segítséget jelentenek: nélkülük a tünetek visszatérnek. A maradandó javulás elérésére más megoldásokat kell keresni.
*Mivel a figyelemzavaros gyerekek szeretik a mozgást, a társaságot, az újdonságokat, és a különféle élményeket, ezért ezeket jutalomként tűzik ki. Tanulási helyzetben ez abban nyilvánul meg, hogy figyelmüket sok új, gyakori és érdekes ingerrel lehet fenntartani, és teljesítményük társas helyzetekben jobb. Kétség esetén jó elismételtetni velük a korábban közölteket. Az elvárásokat tömören kell megfogalmazni, és annyiszor kell elismételni, ahányszor szükséges, akár minden alkalommal.
*A környezet legyen
- időben rendezett, de rugalmas
- türelmes, alkotó
- korlátozó, de rugalmas a korlátozásokban

*Emellett legyen meg mindennek a maga helye és ideje. Erről a nagyobb gyerekek már maguk gondoskodhatnak. Meg kell tanulnia, hogyan lehet jól tagolni az időt.
*Nemcsak a figyelemzavaros, hanem minden gyereknek szüksége van egy szabályrendszerre. Ez legyen
- következetes
- kiszámítható
- igazságos
- legyen benne fontossági sorrend
- álljon kevés szabályból
- igazodjon a gyerek lehetőségeihez
- engedélyezzen ezeken a kereteken belül sok szabadságot
- csak az adott tettre és körülményeire legyen tekintettel

*A negatív értékelés kerülendő, és lehetőleg meg kell előzni a konfliktusokat.
*A figyelemzavaros gyerek képi-mozgásos módon motiválható a legjobban. Az információkat is így lehet a legjobban átadni neki. Fontos a jó metakommunikáció/ kézzel-lábbal, tánccal, zenével, énekkel.
*Az utasítások legyenek minél konkrétabbak./ Testre szabottak, jól érthetőek!

#### Viselkedésterápiák
Erős bizonyítékok szólnak az ADHD-val diagnosztizált személyek viselkedésterápiával való gyógyítása mellett, és ajánlott elsővonalbeli kezelés azoknál, akiknek enyhe tüneteik vannak, vagy óvodáskorúak. Az alkalmazott pszichológiai terápiák közé tartoznak a következők: *pszichoedukáció,/lelki-nevelés; viselkedésterápia, kognitív viselkedésterápia, interperszonális pszichoterápia/ személy-közti lelki kezelés, családterápia, iskolai beavatkozások, szociáliskészség-tréning, organizációs tréning és neuro-feedback. A szülői tréning javíthat számos viselkedési gondott, beleértve az ellenkező és a nem megfelelő magatartásformákat. Nem világos azonban, hogy a neuro-feedback valóban hasznos-e.
*A családterápia hatékonyságára vonatkozóan nem sok magas szintű kutatás áll rendelkezésre az ADHD területén, de a létező bizonyítékok azt mutatják, hogy hasonló a közösségi ellátáshoz és jobb a placebónál. Számos ADHD-specifikus támogató csoport létezik információforrásként, akik segíthetnek a családoknak az ADHD-val szembenézni.
*A szociális készségek tréningjének, a viselkedésmódosításnak és a gyógyszeres kezelésnek korlátozott, de jótékony hatásai lehetnek. A későbbi pszichológiai gondok, mint például a súlyos depresszió, a bűnözés, az iskolai kudarc és a droghasználat csökkentésének legfontosabb tényezője olyan barátságos kapcsolatok kialakítása más személyekkel, akik nem vesznek részt bűnözői tevékenységekben.
*A rendszeres testmozgás, különösen az aerob testmozgás hatékony kiegészítő kezelés az ADHD-s gyermekek és felnőttek számára, különösen ha stimuláns gyógyszerekkel kombinálják, bár a tünetek javításának legjobb serkentőjea és típusa nem teljesen ismert. Különösen feltűnőek a rendszeres aerob testmozgás hosszú távú hatásai az ADHD-s egyének körében: javuló viselkedés és motoros képességek, jobb végrehajtó funkciók (beleértve a figyelmet, a gátlóirányítást és tervezést, többek között kognitív területeken), gyorsabb információfeldolgozási sebesség és jobb memória. Szülők és pedagógusok is értékelték a viselkedésbeli és szocio-emocionális eredményeket a rendszeres aerob testmozgásra vonatkozóan: jobb általános funkciók, csökkent ADHD-tünetek, magasabb önbecsülés, szorongás és depresszió csökkenése, kevesebb szomatikus panasz, jobb egyetemi és osztálytermi viselkedés, és javuló társadalmi viselkedés. A stimuláns gyógyszerek alkalmazása melletti testedzés fokozza a szerek végrehajtó funkcióra gyakorolt hatását. Úgy gondolják, hogy a mozgás ezen rövid távú hatásait a megnövekedett mennyiségű szinaptikus dopamin és norepinefrin (noradrenalin) befolyásolja az agyban.

### Felnőttkorban
Az olvasó itt is vegye figyelembe, mint a felnőttkori figyelemzavar tüneteinél elsőnek olvasható, hogy a leírtak az USA-ra vonatkoznak.
A Children and Adults with Attention-Deficit/Hyperactivity Disorder (nonprofit szervezet az USA-ban ami azért jött létre, hogy támogatást nyújtson és oktatással segítsen azokon akiknek ADHD-ja van http://www.chadd.org) és a National Istitute of Menthal Healt (az USA szövetségi kormányzatának része, a világ legnagyobb mentális betegségek kutatására szakosodott intézete http://www.nimh.nih.gov/) oldalain írottak felhasználásával.
Felnőttkorban már nem számíthatunk a tünetek elmúlására. Fontos, hogy a beteg és családja oktatást kapjon a betegségről. Leghatásosabb a kombinált kezelés: gyógyszer szedése, és rendszeres konzultáció szakemberrel.
Leghatásosabb gyógyszerek a stimulánsok.
| Kereskedelmi elnevezésük         | Hatóanyag         |
| -------------------------------- | ----------------- |
| Adderall, Adderall XR            | Amphetamine       |
| Dexedrine, Dextrostat            | Dextroamphetamine |
| Ritalin, Ritalin SR , Ritalin LA | Methylphenidate   |
| Metadate ER, Metadate CD         | Methylphenidate   |
| Concerta                         | Methylphenidate   |

Újabb gyógyszer a Strattera (más gyártónál Attentin), hatóanyaga az Atomoxetine. Nem stimuláns, és azoknál kevésbé hatékony. Eredetileg antidepresszánsnak szánták kevés sikerrel, aztán kipróbálták az ADHD kezelésében, mert a norepinephrinre nevű neurotranszmitterre hat, aminek valószínűleg szerepe van a problémában. A Norepinephrine visszavételét gátolja a szinapszisból.
A triciklikus antidepresszánsok. Ezek az első (generációs) antidepresszánsok.
Újabb antidepresszáns a Bupropion a kereskedelemben Wellbutrin, Wellbutrin SR, Wellbutrin XL (máshol Zyban, Budeprion, Buproban) néven. A Venlafaxine (Effexor, Efexor, Efectin), egy újabb antidepresszánst, szintén azért használják, mert a Norepinephrine-re fejti ki hatását. Alkalmazzák még a Tianeptine (Coaxil, Tialera) nevű antidepresszánst is mivel serkentő hatása révén javítja a figyelmet.
*Ahogy látható, a gyógyszerek ugyanazok, mint amiket a gyerekeknél használnak.
*Az ADHD-s felnőtt ismerje meg betegségét, és tudja, hogy mik a gyenge pontjai. Egy jól képzett oktatónak kell segítenie az élete megszervezésében. A kezelés a gyerekek pedagógiai-pszichológiai kezelésére hasonlít. Irodalom: Polcz Alaine: A rend és a rendetlenség (JELENSÉGE AZ EMBERI CSELEKVÉSBEN) 1996. isbn 963 8336 25 0
*A tárgyaknak (kulcsok, számlák, távkapcsoló stb.) legyen állandó helye, hogy ne kelljen mindig keresnie őket. Tervezze meg este előre a következő napra feladatait, azok végrehajtásának pontos idejét. Legyen egy nagy naptár vagy határidőnapló, amibe a tervet leírja. Ennek is legyen egy állandó helye, de olyan, hogy biztos ne kerülje el a figyelmét. Reggel olvassa el a tervet. Ezt napközben többször ismételje meg. Este értékelje a terv végrehajtását, aztán készítse el a következő napra a tervet. Hasznos kiegészítő lehet a mobiltelefon naptára vagy PDA, mert nemcsak jeleznek egy megadott időben, de ki is írják, mi az aktuális feladat. Még reggel írjon listát mire van szüksége, ha elmegy otthonról valamit elvégezni (pl. csekkek, pénz a befizetésükhöz). Legyen egy állandó hely, ahova kirakja a szükséges dolgokat. Ahol egyszerre az összes kirakható egymás mellé és jól átláthatóak. Feladatait ossza fel kisebb részekre.
*Szükség lehet pszichoterápiára, viselkedésterápiára. A kezelés egyénre szabott, mert a gondok súlya is egyénenként eltérő, és az élet különböző területein jelentkezik (szakmai, beilleszkedési, kapcsolati, tanulmányi stb.).
*Összefoglalva, az ADHD kezelésére vonatkozó szokásos javaslatok a következők:
1. megfelelő orvosi szakértővel való konzultáció/ megbeszélés
2. oktatás a betegségről
3. gyógyszeres kezelés
4. támogató szervezetek
5. viselkedést építő cselekedetek, például listaírás, napi tervezések, rendszeresség bevezetése és más rutinok
6. segítőkész szakértővel beszélgetés, aki egyéneknek és/vagy házastársaknak segít
7. felkészítés
8. szakmai konzultáció/ megbeszélés.
9. segítség a megfelelő oktatási, továbbtanulási és szakmai lehetőségekben
10. kitartás és kemény munka
11. megfelelő tanulmányi vagy munkahelyi elhelyezés

Magyarországon a figyelemzavaros felnőttek kezelése már meg van oldva a Semmelweis egyetemen.

## Akupunktúra
A tűszúrásos gyógyításnak sokszázéves multjából keveset tudunk. Lehet, van olyan tűszúró pont, ami javítja a szétszórtságot, a mozgékony/ hiperaktív cselekvést mérsékli. Szakvéleményt kérek!